# Horizons en flammes (film, 1949)
Pour les articles homonymes, voir Horizons en flammes.
Pour plus de détails, voir Fiche technique et Distribution.
Horizons en flammes (Task Force) est un film américain en Technicolor réalisé par Delmer Daves, sorti en 1949.

## Synopsis
Le parcours de l'amiral Scott pour promouvoir l'utilisation des porte-avions dans la marine américaine.

## Fiche technique
- Titre : Horizons en flammes
- Titre original : Task Force
- Réalisation : Delmer Daves
- Scénario : Delmer Daves et Ranald MacDougall (non crédité)
- Directeurs de la photographie : Robert Burks, Wilfred M. Cline
- Effets visuels : Edwin B. DuPar
- Musique : Franz Waxman
- Montage : Alan Crosland Jr.
- Direction artistique : Leo H. Kuter
- Décors : George James Hopkins
- Costumes : Leah Rhodes
- Production : Jerry Wald
- Société de production et de distribution : Warner Bros Pictures
- Pays de production : États-Unis
- Langue : anglais
- Genre : Film de guerre
- Format : Noir et blanc et couleur - 35 mm - 1,37:1 - Son : Mono (RCA Sound System)
- Durée : 116 minutes
- Dates de sortie :
  - États-Unis : 30 août 1949 (première)
  - États-Unis : 30 septembre 1949 (New York)
  - France : 21 avril 1950
- Affiche : Jacques Bonneaud (France)

## Distribution
- Gary Cooper (VF : Jean Martinelli) : Jonathan L. Scott
- Jane Wyatt : Mary Morgan
- Wayne Morris (VF : Pierre Leproux) : McKinney
- Walter Brennan (VF : Maurice Dorléac) : Pete Richard
- Bruce Bennett (VF : Raymond Loyer) : McCluskey
- Julie London : Barbara McKinney
- Jack Holt : capitaine Reeves
- Stanley Ridges (VF : Raymond Rognoni) : Sénateur Bentley
- John Ridgely (VF : Claude Péran) : Dixie Rankin
- Moroni Olsen (VF : Christian Argentin) : Amiral Ames
- Richard Rober (VF : Jean-François Laley) : Lieutenant Jack Southern
- Peter Julien Ortiz : un pilote

Acteurs non crédités :
- Tetsu Komai : un délégué japonais
- Rory Mallinson (VF : Yves Furet) : Jerry Morgan
- William Gould (VF : Camille Guérini) : le secrétaire d'État à la Marine